# Mario Pérez Plascencia
Mario Pérez Plascencia (19 febbraio 1927 – 1985) è stato un calciatore messicano, di ruolo centrocampista.

## Carriera
Con la Nazionale messicana ha preso parte ai Mondiali 1950.